# Деречин

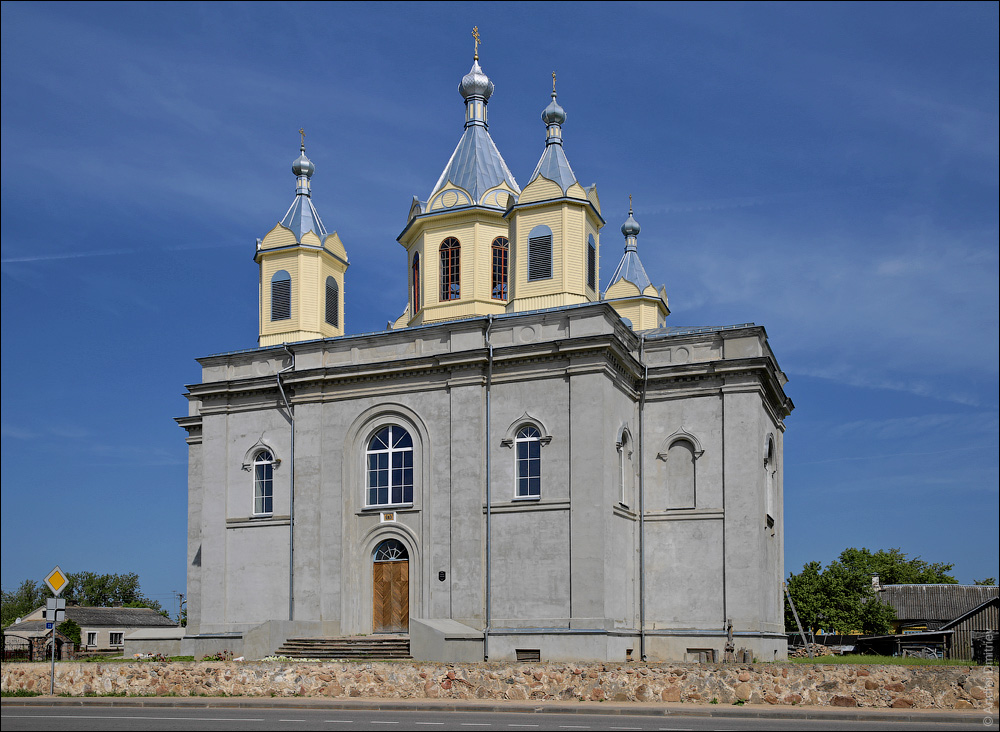
Спасо-Преображенская церковь

Деречин (бел. Дзярэчын) — агрогородок в Зельвенском районе Гродненской области Беларуси. Административный центр Деречинского сельсовета.
Деречин является старинным местечком исторической Слонимщины (часть Новогрудчины) и Зельвещины. Здесь была одна из главных резиденций Сапег. Сокровища Сапег были конфискованы после восстания 1830—1831 годов и вывезены в Санкт-Петербург. Многие историко-культурные ценности были разрушены с течением времени, но деречинцы заново построили удивительные церковь Преображения (1866 год) и костёл Вознесения Девы Марии (1913 год).

## География
Расположен на пересечении автодорог Слоним — Деречин — Мосты (Р41) , Медвиновичи — Деречин — Зельва (Р142), в 34 км от города Слоним, и в 103 км от города Гродно. Через посёлок протекает река Сипа.

## Население
- 1609 год — 430 человек
- 1646 год — 500 человек
- 1830 год — 386 мужчин., из них шляхты — 17, духовенства — 21, мещан-иудеев — 239, мещан-христиан и селян — 108, нищих — 1[1]
- 1878 год — 2269 человек (1049 мужчин и 1220 женщин), в том числе 1725 иудеев
- 1901 год — 1671 человек
- 1971 год — 991 человек
- 1993 год — 777 человек

## История

### Великое Княжество Литовское
Одно из древних поселений на Зельвенщине. Впервые Деречин упоминается в XV век как село, владения боярина Дрэмута. 10 ноября 1416 году великий князь Витовт «за верную службу» передал его роду Копач (акт был составлен в Городне). В 1468 и 1493 великие князья подтверждали дарительными грамотами владение Деречином наследникам из рода Копачей. Деречин остался у Копачей и после смерти Василия Витольдовича Копача. В 1501 году после смерти сына Яцека Копача, не имевшего наследников, поместье Деречин отошло к его сестре Анне Васильевне Копач Сангушко. В 1501 году получила подтверждение своих прав на владение имением Деречин, который достался ей в наследство от её брата Яцка Копачевича. После её смерти владение перешло к её сыну Сангушко Андрею, князю Каширскому и двум дочкам, вышедшим замуж за Семёна Одинцевича — Анастасия и маршалка господарского Ивана Полубинского — Невидана. В это время здесь действовала церковь Святого Спаса (на месте совр. костёла Вознесения в Деречине). В 1505—1510 году частью поместья владели писарь королевский Александр Никольский и Семён Полозович, с 1510 — общая собственность князей Сангушек, Одинцевичей и Полубинских. Вскоре князья Семён Одинцевич и Иван «Дуда» Полубинский подали жалобу на своего шурина Андрея Михайловича Сангушко, заявив, что последний не хочет выделить им долю их жён от имений отца и матери. Сигизмунд Старый приказал князю Андрею Сангушке выделить положенную его сёстрам долю из родительского наследства.
Имущественные споры в имении Деречин проходили в январе 1515 года, 1520—1521, 1524 и в 1526 годах дело доходило до междоусобицы и процессов князя Ивана Андреевича Полубинского с князем Тимофеем Пузыной.
В 1518 году великий князь литовский Сигизмунд Старый поручил трём совладельцам Деречина, князьям Андрею Михайловичу Сангушке, Семёну Богдановичу Одинцевичу и Ивану Андреевичу Полубинскому, определить меру вины жителей Слонима за причинённые ими беды.
В 1537 году Деречин получил статус местечка. В 1540 — часть имения у Сангушек выменяли Вишневецкие.
В 1538—1540 годах князь Иван Андреевич Полубинский (умер в 1556 г.) вёл войну с единственным сыном Андрея Сангушко князем Александром Андреевичем Сангушко-Каширским, который, опасаясь за свою жизнь, бежал на Волынь и обвинил перед королём Ивана Полубинского, его жену и сыновей Петра, Михаила и Андрея в нападениях и разорениях во владениях Щара и Бродно его дворов, домов, вещей, зерна, в разграблении их и увечьи многих его людей. Польский король Сигизмунд Старый наложил на Полубинского штраф в размере 6100 грошей литовских.
Иван Полубинский владел, унаследованными после родных, усадьбами над рекой Друтью в Оршанском повете, а жена принесла ему в приданое третью часть усадьбы Деречин около Слонима (всё владение занимало 78 «осад»), где позднее вместе с женой он откупил ещё и двор Котчин с окрестностями. В 1528 году он выставлял на воинский смотр от владений своих и своей жены — 10 конных воинов, так как тогда у них было уже около 800 собственных подданных. В 1547 году он получил от короля привилей на усадьбу Букштово, находящуюся в центре владений Деречинских. Названия некоторых других владений Полубинского мы находим в его завещании составленном 20 мая 1556 года. Этим завещанием он отписал своей жене: двор Котчин, данников на Березине, в Беличанах, в Черневичах около Игумения, двор Кременцы, золото, драгоценности и 200 коп грошей литовских по доверенности (у Николая «Чёрного» Радзивилла), также отказал ей двор Черлёны, который он держал за 200 коп грошей литовских. Дочери Марии он назначил в приданое 300 коп грошей литовских на усадьбе Телешница и 200 коп в наличности. Другие владения неизвестных названий достались ранее старшим сыновьям.
Князь Иван Полубинский скончался после 20 мая 1556 года. Был похоронен в Деречине в православной церкви Св. Спаса в пределе Св. Девы Марии.

### В составе Первой Речи Посполитой
Согласно административно-территориальной реформе (1565—1566) город вновь вошёл в состав Слонимского повета Новогрудского воеводства Первой Речи Посполитой. Большинство крестьян были тяглыми. В середине XVI века во владении Деречина было 219 дворов, из которых были тяглыми 157 дворов, а в середине XVIII века из 199 дворов — 145 дворов. Основной формой эксплуатации тяглых крестьян была барщина. Заменять работу другими формами выплат было запрещено. За невыход на работу штрафовали. Работать начинали с восходом солнца и заканчивали с заходом. Летом на еду и отдых делались три перерыва. Осадные крестьяне платили Полубинским чинш и выполняли гвалты, давали серебщину (налог на военные нужды). Обедневшие крестьяне становились огородниками, которых в Деречине и Золотееве в XVII веке было 15 семей. Крестьяне-слуги выполняли специальные работы в имениях. При продаже Деречина в начале
XVII века было 8 семей несущих военную службу. С XVIII века повинности крестьян в Деречине увеличились и барщина — с 4 дней до 10 дней. Не выдерживая феодального гнёта крестьяне убегали от своих феодалов, между которыми тогда начинались целые бои за беглых. В 1560 году А.Одинцевич, владелец имения в Деречине, жаловался в Слонимский городской суд на управляющего имения Остафия Воловича, с помощниками отобравшего у его крестьян волов с сохами, сукно, кужаль, мёд, деньги, которые были поделены между захватчиками.
В 1580 году князья Пётр, Григорий, Матвей и Юзеф Фёдоровичи Полубинские (племянники Александра Ивановича Полубинского (умер до 1608) обвинили своего дядю в нанесении ущерба их части усадьбы Деречин. С 1570-х до 1603 года часть поместья, что раньше принадлежала Одинцевичам находилось во владении Воловичей и Нарбутов. В 1599 году княгиня Полубинская откупила у Вишневецких их часть. Борьба продолжалась и позже между Сапегами и Радзивиллами.
В конце XVI века — начале XVII века местечко начало разрастаться. В 1599 году в местечке было 42 двора, а в 1609 году — 62 дома и около 430 жителей, а состоянием на 1646 год в местечке было 72 двора и 500 жителей разных профессий. С 1566 года в местечке проходили ярмарки, известные торговлей лошадьми. Также была корчма, которой владели евреи. В 1585 году была основано в Деречине печатное дело.
Во время войны между Речью Посполитой и Московским государством в 1600 году гетман литовский Павел Сапега вместе с воеводой Чернецким возле Слонима разбили московский гарнизон, воины которого согнали жителей в храмы и подожгли их. Начавшийся дождь потушил огонь. А 25 июня 1600 года московский гарнизон из Слонима был выбит, а возле Деречина, Голынки и Зельвы были разбиты три неприятельские разъезды.
В 1601 году князь Александр Иванович Полубинский (ум. до 1608) — каштелян новогрудский женат на княжне Софии Юрьевне Гольшанской-Дубровицкой, отписывает Деречинской церкви Спаса участок земли с крестьянами и десятую часть доходов.
В 1603 году Гальшка Нарбут записала свою часть Деречина сыну — Самуэлю Воловичу, а принадлежавшее каштеляну новогрудскому Самуэлю Воловичу имущество выкупил в 1603 году Александр Иванович Полубинский.
Князь Александр Александрович Полубинский (умер в 1616 г.) упоминается в 1601 году со своим отцом. В 1609 году князь Полубинский приобрёл у каштеляна новогрудского Самуила Воловича и его жены Гальшки Сапеги принадлежавшую им часть усадьбы Деречин (62 двора). В 1612 году он делает дарственную запись на Деречинскую церковь. Был женат на Анне Алемения, от брака с которой имел трёх дочерей (Анна, Аврелия и Клара) и двух сыновей:
- Александр Полубинский (ум. 1618)
- Константин Полубинский (ум. 1640), маршалок слонимский (1621—1625), каштелян мстиславский (1625—1633) и воевода перновский (1633—1640).

В 1618 году мстиславский каштелян Константин Полубинский (умер в 1640 году) и его жена из рода Сапег София Андреевна Сапега основали в Деречине доминиканский монастырь и костёл, при котором открылись библиотека и в 1633 году госпиталь на 12 мест. Константин перешёл из православия в римско-католическую веру.
Крупный военный и государственный деятель Речи Посполитой, великий маршалок Александр Гилларий Полубинский (1626-1679гг) подарил в Деречине земли с крестьянами под доминиканский монастырь в стиле барокко (1690 г.?), при котором была открыта философская школа. Александр Гилларий стал основателем униатской церкви для своих крестьян (возможно позже Пречистенская церковь?). Был женат на Софье Констанции Володкович. Великий маршалок литовский Александр-Гилярий Полубенский скончался 3 ноября 1679 года в Вогине и похоронен 7 декабря в Деречине.
В 1817(1618?) году при костёле была открыта школа, где обучение велось на польском языке. Крестьянских детей в школу не принимали.
В 1686 году местечко в качестве приданного Изабеллы Елены (Анны) Полубинской вышедшей замуж за Юрия Станислава Сапегу перешло к роду Сапега, и стало одной из их главных резиденций. После продолжительных судебных споров Деречинское графство было поделено между Сапегами и Радивиллами. Изабелла Елена (Анна) была похоронена в 1721 году в Деречинское костёле.
В Великую Северную войну (1700—07.01.1720 гг.) Деречин испытал значительные разрушения. Состоянием на 1750 год здесь было 85 дворов, рынок, 2 улицы (Слонимская и Зельвенская).
В 1739 год владельцем Деречина стал Александр Михаил Сапега (1774—1822 гг.), который в восемь лет остался без отца и его опекуном стал виленский епископ Юзеф Сапега. Князь Сапега в 1753 году в 23-летнем возрасте стал полоцким воеводой, в 1762 — полный гетман литовский, в 1775 году — канцлер ВКЛ. В 1756 году женился на Магдалене Любомирской. У них было четыре дочки и сыновья Михаил и Франтишек.
В 1765 году в документах упоминалась деречинская музыкальная капелла и известны имена некоторых её участников (Тамашка, Бельке, Ляхович, Паукер, Фезерия). Магдалена Любомирская была любительницей театра и князь Александр Михаил основал в Деречине и Зельве крепостные театры в собственных зданиях. Здание театра в Деречине было уникальным (не сохранилось).
При князе Александре Михаиле в состав Деречинских владений входило 14 имений и 55 сёл с 959 волоками обрабатываемой земли и населением свыше 10 тысяч человек (1508 дымов). Одними из первых Сапеги стали заниматься отгонным способом содержания крупного рогатого скота. Крупная конеферма Сапег была именно в Деречине, где разводили лошадей для продажи. Также они разводили овечек, рыбу в искусственных водоёмах. Суда Сапег плавали с грузами в Кралевец (современный Калининград), откуда привозили импортные товары (сукно, соль, вино, стекло, приправы и др.) При нём были построены 4 кирпичные оранжереи, где выращивали цветы, гранаты, апельсины, ананасы, инжир, яблоки, груши, сливы, черешни, персики и абрикосы. От продажи их имели значительный доход. В этом замечательном и диковинном для наших широт саду вывели новый сорт груш «сапежанок». По приказу князя Александра Михаила в XVIII веке в Деречине начали садить картофель.
В Деречине в XVIII веке начинается крупное строительство: построена винокурня, кирпичный завод, продуктовый склад, крестьянский магазин в Крупово, мельничная плотина, коровник, конюшня, сушильные помещения, достраивают торговые ряды.
Князь Александр Михаил решил построить в Деречине на месте деревянного дворца Полубинских здание военного учебного заведения «Академия» для сыновей заслуженных военных. В академии должны были готовиться военные кадры для профессиональной армии, которая сменила бы шляхетскую вольницу в Речи Посполитой по образцу военной реформы в соседних государствах с профессиональной армией. Но разделы Речи Посполитой не дали осуществиться этим планам.
После смерти его жены Магдалены князь признал уже взрослого сына Франтишека (1772—1829)(возможно был сыном короля Станислава Августа Понятовскиого). Умер Александр в Варшаве в 1793 году, погребён в Берёзовском монастыре картезианцев. Франтишек воспитывался в Пулавах у Изабеллы Чарторыйской. Сын Изабеллы князь Адам Чарторыйский был министром иностранных дел Российской империи, позже стал опекуном Виленского образовательного округа и был покровителем Франтишка.
В 1786 году Франтишек в Деречине достроил здание по проекту И. С. Беккера и Л. С. Стоцко-Гуцявичуса, превративших здание образовательного учреждения в дворец. Франтишек со своей молодой женой Пелагеей Потоцкой в 1793 году поселился в Деречине и перевёз из Ружанского дворца все семейные богатства. Здесь появилась и великолепная художественная коллекция, которая насчитывала около трёх сот полотен известных художников Европы, библиотека и археологический кабинет. Богатейшая библиотека по количеству изданий и их ценности уступала в Великом княжестве Литовском только радзивиловской библиотеке. Там же хранились древние документы и переписка Сапег с XVI века, оружие литовских гетманов, военные трофеи, драгоценный чёрный хрустальный сосуд «Иван». Дворец украшали мраморные статуи античных богов и героев (Аполлона, Геры, Меркурия и др.), египетские статуи, этрусские вазы, серебряные и золотые изделия. В 1794 году был открыт зоопарк, где содержались олени, лани, серны, лоси, медведи и даже верблюд. На 1790 в местечке было 160 дворов.
Так Франтишек волею судьбы стал наследником фантастического состояния да к тому же генералом литовской артиллерии и кавалером Ордена Белого Орла и Ордена Святого Станислава… В 1792 году канцлер Александр Сапега возглавил литовскую часть Торговицкой конфедерации и вместе с 29 — летним сыном приезжал в Санкт-Петербург на приём к Екатерине Великой. Франтишек Сапега в 1792 году получил от Торговицкой конфедерации звание генерала литовской кавалерии. Торговицкая конфедерация привела во второму разделу Речи Посполитой в 1793 году.
Но в 1794 году Франтишек Сапега поддержал восстание за восстановление Речи Посполитой в границах 1772 года и был готов воевать простым офицером, но знавший его Тадеуш Костюшко предложил князю звание генерал-лейтенанта и назначил командиром корпуса. К сожалению, полководческими талантами Сапега не обладал и вскоре вернулся в Деречин. Присягнув на верность императору после поражения восстания, Франтишек Сапега после поражения восстания был прощён императором Павлом I и получил звание тайного советника. Сапеги из Деречина переехали в Санкт-Петербург и в 1797 году они участвовали в коронации Павла I в Москве.

### В составеРоссийской империи
Жители Деречина участвовали в восстании 1794 года. Не прошёл мимо пожар Отечественной войны 1812 года. На кладбище при костёле похоронен герой войны генерал-лейтенант Е. Е. Гампер. В восстании 1830—1831 годов и восстание 1863—1864 годов приняли участие и деречинцы.
После Третьего раздела Речи Посполитой в 1795 году Деречин стал частью Российской империи в составе Слонимской губернии, с 1797 года в составе Литовской губернии. В 1801 году Деречин отошёл к Слонимскому повету Гродненской губернии.
В 1805 году Франтишек и Пелагея развелись, и она вышла замуж за Павла Сапегу. С этого времени Франтишек много путешествовал по всей Европе. Но именно в это время Деречин называли «Малым Версалем» и очень часто в стенах дворца можно было встретиться с французскими или английскими аристократами-путешественниками. Есть некоторые версии, что после своей коронации в 1797 г. российский император Павел I, следуя после коронации из Москвы в Вильню, Гродно, Ковну и в другие города западных губерний, посетил этот белорусский Версаль. Невозможно не привести цитату из книги графа Леона Потоцкого, где он пишет воспоминания о Франтишке Сапеге: «В своих странствиях неустанно переезжал он с места на место; потому что в Петербурге ему было холодно, в Португалии жарко, в Англии очень сыро, в Вильно не имел с кем дружить, а в Варшаве с кем играть в карты и не раз повторял, что только в Париже и Деречине может на протяжении нескольких недель не скучать».
Последний год жизни 1826 год он провёл в Вильно, где нашёл сыну Ефстафию Каэтану жену из рода Тышкевичей.
Князь Ефстафий Каэтан учился и жил в Англии, а вернулся в Деречин и Ружану для участия в восстании 1830 года. Он служил в чине подпоручика в штабе генерала Яна Скриженецкого и был награждён золотым крестом «Virtuti Militari». После поражения восстания князь Сапега эмигрировал во Францию. После его отказа от присяги на верность императору все его владения и имущество были конфискованы. Он был похоронен в 1860 году на кладбище Монмартр в Париже (там же, в Париже, в 1846 году умерла и погребена его мать Пелагея Роза Сапега.)
В 1832 году все наиболее ценные предметы Сапежинского наследства стали собственностью российской короны. Судьбу наследства решал мам император Николай I. Лучшие картины и статуи были направлены в Эрмитаж, Академию художеств, музеи. То, что не понравилось было уничтожено или продано за символические деньги (от 25 копеек или рубля). Библиотека и архив были направлены в архив Министерства иностранных дел и Публичную библиотеку Санкт-Петербурга. Бронзовые статуи Адама и Евы, расположенные по описанию 1831 года А.Киркором перед дворцом, оказалась Ева в садике у гродненского советника, а Адам — в Виленском музее. Монастырь доминиканцев был закрыт.
На 1832 год в Деречине жителей насчитывалось 3771, преимущественно евреи. Здесь имелись дворец, костёл, церковь, синагога, аптека. С 1845 года действовало народное училище, проводились еженедельно базары. В Деречине проживало 26 ремесленников 14 профессий.
Крестьяне перешли в разряд государственных крестьян, но положение их не улучшилось, так имения часто сдавались в аренду и крестьяне отказывались выполнять свои повинности. Так в 1845 году за неуплату повинностей 6 крестьян Деречина были отданы в рекруты. Реформа 1861 года не улучшила положение крестьян и привела в новому восстанию 1863—1864 годов. После отмены крепостного права на Зельвенщине и в Деречине начали возникать хуторские формы хозяйства.
В 1866 году и 1877 годов в Деречине произошли большие пожары, которые изменили весь вид местечка. В 1866 году на месте сгоревшего костёла, разобранного на кирпичи, была построена новая Спасо-Преображенская православная церковь, а гробы Полубинских варварски уничтожены. Невесть как сохранившаяся мемориальная плита с эпитафией Юзефу Станиславу и Михаилу Антонию, заказанная Александром Михаилом Сапегой отцу и двум родным дядьям ещё в 1772 году для доминиканского храма былa торжественно перенесена в новый костёл Вознесения Девы Марии (1913 года постройки), но после ремонта и повторного открытия в 1992 году оказалась утеряна.
Великолепный дворец использовался под военные казармы и сгорел после пожара 1866 года. Тем не менее дворец пережил даже Вторую мировую войну, но был разобран в послевоенные годы. На его месте сейчас пустырь.
Трудящиеся Деречина приняли участие в революционных событиях 1905—1907 годов.

### Первая мировая война. В составе Второй Речи Посполитой
В годы Первой мировой войны Деречин с 1915 находится под оккупацией кайзеровской Германии. Многие жители оставили родные места и стали беженцами в России, даже оказались в Сибири. До лета 1917 линия фронта проходила по линии Поставы-Барановичи-Пинск. В феврале пало самодержавие, а власть перешла ко Временному правительству и в Слонимском повете были созданы поветовые исполнительные комитеты под руководством помещиков. Большевики же призывали на собраниях не подчиняться и создавали волостные и крестьянские комитеты, которые делили помещицкую землю и собственность, поводили обыски, снимали с должностей. 25-26 октября (7 ноября) в Петрограде власть захватили большевики и свергли Временное правительство. В конце декабря 1918 года жители встречали Красную Армию, но уже в феврале польские легионеры устанавливают жёсткий оккупационный режим. Трудовой народ под руководством большевиков продолжает борьбу за установление советской власти. Уроженцы Деречина и близлежащих сёл стали участниками Октябрьской революции и гражданской войны: Гузель В. К., Жук П. К., Житкевич М. М., Заяц А. А., Пушкинский И. С., Нагуй И. И., Патап И. Ф., Сончик И. Ф. За активное участие Октябрьской революции и борьбе за установление советской власти в 1927—1922 годах президиумом Верховного Совета СССР награждён «За трудовую доблесть» Гузель В. К., выполнявший задания Петроградского Совета рабочих и красноармейских депутатов.
23 июня 1920 года части Красной Армии, а именно 17-й и 65-й дивизии 4-й армии под командованием героя гражданской войны Г. Д. Гая форсировали р. Щара и взяли Деречин. После освобождения был создан Деречинский волостной военно-революционный комитет и батрацкие комитеты. Церковные и помещицкие земли были национализированы и передавались беднейшим крестьянам и батракам. Но осенью 1920 года Красная Армия была вынуждена отступить, а по условиям Рижского мирного договора 18 марта 1920 года Западная Беларусь и Зельвенщина вместе с Деречином отошла Второй Речи Посполитой, просуществовавшей до начала Второй мировой войны.

### Вторая мировая война. Великая Отечественная война
В сентябре 1939 года вступили в войну с фашистами и уроженцы Деречина. Погиб во время немецко-польской войны уроженец Деречина Лапа В. К. В 1990—1991 годах ветераны немецко-польской войны Лупач И. И. и Левданский А. П. были награждены медалями «За участие в оборонительной войне 1939 года».
17 сентября 1939 года на территорию Польши вступили части Красной Армии. 15 января 1940 года прошло воссоединение Западной Беларуси и БССР. Многие жители Деречина, которые являлись членами запрещённых не коммунистических партий, проводившие антикоммунистическую и антисоветскую деятельность подпольно, бывшие полицейские, помещики, чиновники, которые не успели эмигрировать были репрессированы. Все были реабилитированы, в том числе и посмертно.
В годы Великой Отечественной войны в ходе приграничного сражения в районе Деречина шли тяжёлые бои в июне 1941 года. Ставка Генерального штаба в ночь 25-26 июня приказала отвести 3-ю, 4-ю и 10-ю армии из Белостока и Гродно на старую границу и из так называемого «белостоцкого балкона» отступали по направлению Волковыск-Зельва-Слоним, дорогу выходящую из «белостоцкого котла», который смыкался в форме бутылочного горлышка. Так три армии оказались сосредоточены возле Зельвы и Деречина в направлении Слонима. И к 25 июня главное сухопутное командование Вермахта отдало приказ об окружении и уничтожении крупных сил противника в районе Белостоцкого котла, Волковыска, в направлении на Мосты замкнуть кольцо окружения силами немецких дивизий 4-й и 9-й армии группы армий «Центр».
На возвышенности возле Деречина между р. Сипа и д. Алексичи прошло недолгое, но очень кровопролитной для обеих сторон сражение. Остатки 3-й армии из Мостов отступали на Новогрудок, остатки 10-й армии через Деречин и Голынку на Слоним. Столкнувшись с сопротивлением советских частей немецкие передовые части 29-й моторизованной и 10-й танковой дивизии и 31-й пехотной дивизий не смогли прорваться к р. Щара и 4-6 км севернее Деречина перешли к обороне(!). С 27 июня 29-я моторизованная дивизия Гудериана до 30 июня не могла участвовать в боях за Минск, завязавшись в бои под Деречином. Отступающие части Красной Армии прорывали оборону противника. По рассказам жителей дер. Алексичи, во время танкового боя большая часть деревни была сожжена, а люди до конца войны ютились в погребах и лабазах.
У Деречина танковые прорывы с использованием Т-34 и КВ 6-го мехкорпуса, 7-й танковой дивизии и 47-го танкового полка 29-й мотодивизии прорывали полнокровную немецкую оборону 29-й моторизованной дивизии, имевшей 36 самоходных орудий в мотострелковом истребительном противотанковом дивизионе и столько же в трёх полковых ротах вместе с приданными ей подразделениями 10-й танковой дивизии. 29-я немецкая дивизия не без гордости называла себя до этого сражения «соколами» (Der Falke) и носила опознавательные знаки с изображением сокола. Свирепствовали тогда «соколы», добивая раненых, грабя и убивая жителей. Через три года общипанные «соколы» окажутся в Белорусском котле. И 1941 году несмотря на тяжёлую обстановку советские части без поддержки с воздуха, не имея оборонительных рубежей, при отсутствии полного боекомплекта, горючего сминали оборону противника. В ходе наступательных боёв 3-я и 4-я армии смогли выйти из «белостоцкого котла» и дойти до Берлина. По рассказам местного населения наши войска шли на немцев с криками «ура»!, часто отвоёвывая позиции у немцев. Задокументированы факты оказания помощи раненым жителями Деречина и близлежащих деревень и хуторов.
Белорусские краеведы уверяют, что в этом сражении погиб механик-водитель танка Леонид Гаврилов, молодой белорусский поэт, танк которого был уничтожен 29 июня 1941 года в районе Деречин — Милевичи. Поэта не хоронили, он сгорел дотла. В тех же официальных источниках, например в Общем банке данных о советских воинах, погибших и пропавших без вести в годы Великой Отечественной войны (ОБД), сержант Леонид Гаврилов числится пропавшим без вести в 1944 году. Уроженца 1918 года деревни Бердыж Гомельской области РСФСР Леонида Гаврилова считают выдающимся представителем нового поколения белорусских поэтов. В своих довоенных трудах Гаврилов простым и правдивым языком воспевал отечество и, несмотря на недостаток стихотворной техники, быстро завоевал народное признание. Незадолго до войны он сообщил, что составляет сборник стихов, чтобы издать их после прохождения службы в армии, не зная тогда, что «завтра будет война». Он умер молодым. В своих письмах домой он радовался, что бойцы поют написанный им марш. Впоследствии творчество Гаврилова увековечили в Белорусском государственном архиве-музее литературы и искусства (Минск). Строки его стихотворения оказались пророческими:
Я ворага першым спаткаю ў баю,
Аддам галаву за Радзіму сваюЛ. Гаўрылаў
Погибшие советские воины похоронены на кладбище д. Алексичи и севернее 0,5 км от д. Алексичи, и на территории парка в д. Деречин.
С 1 июля 1941 года на территории Зельвенщины был установлен фашистский оккупационный режим. Восточная часть Зельвенщины с Деречином входила в генеральную округу «Белорутению». В деревнях назначались старосты. В Деречине находился военно-полицейский гарнизон, где насчитывалось до 60 полицейских и карательный отряд из украинских националистов количеством 50 человек. Население Деречина сопротивлялось оккупационной политике: прятали и портили продукцию. Удивительны случаи, когда немецкие власти принимали расписки от населения о реквизиции провизии партизанами. Также жители не выполняли и срывали мероприятия по перевозке грузов, дежурства, прятались от принудительной мобилизации.
Фашисты проводили политику геноцида: массовые расстрелы, расправы с населением, карательные экспедиции. Возле кладбища Деречинского костёла находится могила евреев — жертв фашизма (около 3 тыс. погибших, см. Деречинское гетто). Многие жители Деречина и близлежащих поселений были вывезены на принудительную работу в Германию.
Деречин входил в зону ответственности партизанской бригады «Победа» и его первого отряда «Победа», которой появился в марте 1942 года под руководством Павла Ивановича Булака, жителя деревни Острово. Отряд под руководством Б. А. Булата разгромил немецкий гарнизон в Деречине, который на долгое время остановил свою деятельность. Партизаны проводили диверсии на железной дороге.
11 июля 1944 года Деречин был освобождён 129-й Орловской дивизией 3-й армией в ходе операции «Багратион».
После войны П. И. Булак был избран на должность председателя Зельвенского районного Совета депутатов трудящихся и его исполнительного комитета, позже работал начальником Деречинской лесопилки. Похоронен П. И. Булак на местном католическом кладбище. В городском посёлке Зельва в честь партизанского командира названа улица Булака.

## Легенды
С Деречином связаны многие легенды.
Неподалёку от Деречина есть гора с валами под названием «Турецкий вал» и находящийся рядом с ней культовый колодец с названием «турецкая студня» на территории бывшей усадьбы Меховского, что свидетельствует о существовании на этом месте в древности языческого культового комплекса. Название «турецкий» более позднее (Покровский, 1895).
Известна и легенда об окаменевшей свадьбе. Возле Деречина есть группа из шести камней и ещё одного в центре. Говорили, что это свадебный кортеж повстречался с колдуном, проклявшем и превратившем людей в камни, а лошади и повозки провалились под землю. Камень, который оказался отдельно, был музыкантом, сопровождавшим свадьбу.
Легенда о белой даме связана с Изабеллой Полубинской, и записана Леоном Потоцким. Родители доверили ей опеку над младшим братом, наследником огромного наследства Полубинских, которого она велела убить. После её смерти в 1721 году она была похоронена в Деречинском костёле, а её привидение в виде белой дамы бродит на руинах старого замка Полубинских и новой резиденции Сапег. На самом деле её братья погибли в зрелом возрасте до её замужества. А владения Полубинских делились между ней и сестрой Анной-Марьяной, которая была замужем за Домиником Радзивиллом.
Рядом с Деречином возле деревни Алексичи находится памятная стела, происхождение которой до сих остаётся неизвестным. По версии местных жителей памятник установлен шведами в честь погибших в польско-шведскую войну, современные польские исследователи ошибочно относят её к череде установленных памятных колонн в память о Конституции 3 мая 1971 год и приписывают её установку Франтишку Сапеге.

## Культура
- Дом культуры
- Музейная комната истории Деречина
- Экологический музей «Природа и человек»
- Музейная комната, посвящённая геноциду жителей Беларуси в годы Великой Отечественной войны и послевоенное время (2024). Открыта в здании Деречинского сельского исполкома.

## Достопримечательности

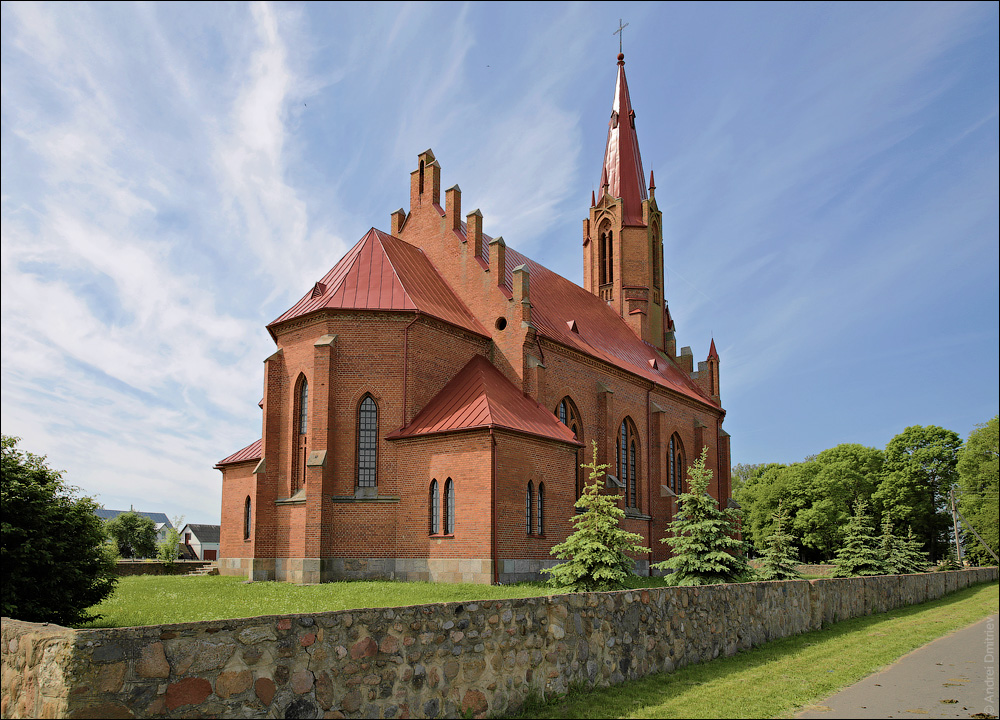
Костёл Вознесения Девы Марии

- Братская могила (1944 год) —  Историко-культурная ценность Республики Беларусь, шифр 413Д000267
- Костёл Вознесения Девы Марии (1913 год) —  Историко-культурная ценность Республики Беларусь, шифр 413Г000266
- Спасо-Преображенская церковь (1866 год) —  Историко-культурная ценность Республики Беларусь, шифр 412Г000268
- Здание бывшей мельницы XIX века
- Часовня придорожная (XVIII в.)

### Памятник
- Памятник на могиле П. И. Булака

### Утраченное наследие
- Дворцово-парковый ансамбль Сапегов (XVIII век)
- Костёл и монастырь доминиканцев (XVIII век)
- Синагога (XVII—XVIII века)